# Društvo logopedov Slovenije
Društvo logopedov Slovenije (DlogS) je prostovoljno, samostojno in strokovno združenje logopedov v Republiki Sloveniji. Je nevladno nepridobitno in nestrankarsko združenje, ki povezuje fizične osebe s področij znanosti, zdravstva, izobraževanja, socialnega varstva zaradi prenosa strokovnih spoznanj in sodobne logopedske doktrine slovenskim logopedom. Ustanovljeno je bilo 20. maja 2004, zaradi dolgoletne potrebe po samostojnem reševanju in zastopanju poklicnih interesov logopedov v Sloveniji.
| Ustanovitev       | 20. maj 2004                              |
| Tip               | Nevladna organizacija Strokovno združenje |
| Sedež             | Linhartova 51, 1000 Ljubljana             |
| Vodstvo 2024-2028 | Tjaša Polutnik                            |
| Člani             | 100+                                      |
| Spletno mesto     | dlogs.si                                  |
| Kontakt           | info@dlogs.si                             |

DlogS in njegovi člani se od svoje ustanovitve dalje povezujejo tudi v mednarodnem smislu. Društvo je bilo v Stalni komite govornih in jezikovnih terapevtov – logopedov držav članic Evropske unije – CPLOL kot aktiven in enakopraven član sprejeto 7. maja 2005. Nekaj let kasneje, 27. julija 2010, je bilo imenovano tudi med pridružene članice International Association of Logopedics and Phoniatric (IALP). Leta 2020 se je CPLOL preimenoval v Evropsko združenje za logopedijo (ESLA) (angl. European Speech and Language Association) ter tudi prestavil sedež združenja v Bruselj.
Društvo logopedov Slovenije sodeluje pri odločanju na državni kot tudi mednarodni ravni ter zastopa voljo svojih članov. V mednarodnih organizacijah ga zastopa en voljeni član izvršnega odbora in sicer predsednik Odbora za mednarodno sodelovanje.

## Naloge
- Skrbi za skladen razvoj logopedske dejavnosti in vzpodbuja sodelovanje med člani.
- Sodeluje pri pripravi zakonodaje in drugih dokumentov, ki se nanašajo na področje logopedske dejavnosti v Sloveniji.
- Organizira strokovna izobraževanja s področja logopedije.
- Sodeluje z Ministrstvom za zdravje in Zavodom za zdravstveno zavarovanje Slovenije.
- Sodeluje s Katedro za logopedijo in surdopedagogiko Pedagoške fakultete ter Katedro za otorinolaringologijo Medicinske     fakultete Univerze v Ljubljani.
- Oblikuje Kodeks poklicne etike logopedov Slovenije ter zagotavlja njegovo izvajanje v praksi.
- Sodeluje z avtorji in založniki pripomočkov za logopedsko in klinično logopedsko ocenjevanje.
- Vodi register svojih članov.

## Cilji
- Zastopanje in promocija poklica logopeda regulatornim organom ter v splošni javnosti.
- Zagovarjanje interesa logopedov in kakovost poklica v organih Zavoda za zdravstveno zavarovanje Slovenije     ter Ministrstva za zdravje Republike Slovenije.
- Logopedom ponuditi možnost nadaljnjega izobraževanja in strokovnega izpopolnjevanja.
- Logopedom in uporabnikom logopedskih storitev ponuditi svetovanje o strokovnih, poslovnih ali     administrativnih vprašanjih v logopediji.

1. ↑  »Predstavitev – Društvo logopedov Slovenije«. Pridobljeno 21. maja 2025.
2. ↑  »About Us - Member Associations«. ESLA Europe (v angleščini). Pridobljeno 21. maja 2025.
3. ↑  »Affiliated Societies – IALP«. ialp-org.com. Pridobljeno 21. maja 2025.